# Ashuatama
Ashuatama (en sánscrito: Aśvatthāma) es un personaje del Majabhárata (texto épico-religioso del siglo III a. C.). Era el hijo del gurú Drona y por lo tanto nieto del rishi (sabio) brahmán Bharadvash. Es uno de los siete chiran-yivis (inmortales, ‘personas eternas’).
Ashuatama era considerado un majarathi.
Luchó junto a su padre del lado de los malvados káuravas contra los piadosos pándavas.
Drona lo amaba entrañablemente. En la guerra de Kurukshetra ―el nudo argumental del Majabhárata―, el abatimiento que le provocó el falso rumor sobre la muerte de su hijo permitieron que Dristadiumna decapitara a Drona a sablazos.

## Nombre sánscrito
- aśvatthāman, en el sistema AITS (alfabeto internacional para la transliteración del sánscrito).[2]
- अश्वत्थामन्, en escritura devanagari del sánscrito.[2]
- Pronunciación:
  - /ashuatáman/ en sánscrito[2] o bien
  - /ashuatám/ en varios idiomas modernos de la India (como el bengalí, el hindí, el maratí o el palí).
- Etimología: ‘que tiene la fuerza de un caballo (ashua)’[2] En cambio según el Majabhárata, aśvatthāman significa ‘voz de caballo’[3][4][3] porque cuando nació Ashuatama lloró como un caballo.[5]
  - ashua-ttha: un recipiente hecho con la madera de higuera de la India; según los himnos 1.135.8 y 10.97.5 del Rig-veda (el texto más antiguo de la India, de mediados del II milenio a. C.).[6]
  - ashua-ttha (ashua-sthá): higuera sagrada o higuera de la India, ‘donde están los caballos’, o debajo de las cuales les gusta pastar a los caballos; según el Atharva-veda y el Shatapatha-bráhmana.[6]

## Descripción física
En el Majabhárata se lo describe como increíblemente alto, de piel muy oscura, ojos negros, y una joya en su frente. Al igual que Bhisma, Drona, Kripa, Karna y Aryuna, es un maestro en la ciencia de las armas y es considerado como el primero entre los guerreros.

## El amor de Drona hacia Ashuatama
Ashuatama era el hijo de Drona y Kripi, la hermana del brahmán Kripa. Drona amaba profundamente a su hijo. Drona era muy pobre. Una vez, cuando Ashuatama era un niño, deseaba tomar leche de vaca, ya que había visto que sus amigos lo hacían. Drona ni siquiera era propietario de una vaca, así que Ashuatama se pintó los labios con una mezcla de harina de trigo y agua, para que pareciera que hubiera bebido leche. Esta escena entristeció a Drona. Se acordó de su amigo de la infancia Drupada, quien en un arranque de euforia juvenil había prometido que le daría a Drona la mitad de su reino. Drona fue a la corte de Drupada para pedir tan solo una vaca. El rey Drupada humilló a Drona, diciendo que solo podía existir amistad entre iguales. Le dijo a Drona que no se acercara como un amigo sino que le pidiera una limosna como un brahmán mendicante, y entonces Drupada cumpliría con su deber como rey y le proporcionaría todo lo que él quisiese. Tras negarse, Drona regresó con las manos vacías y humillado.
Después de este incidente, al ver el sufrimiento de Drona, Kripa, que les enseñaba a los príncipes káuravas, invitó a Drona a la ciudad de Jastinápur (la capital del reino Kuru). Allí fue atendido por su excondiscípulo Bhisma, quien le pidió que fuera el gurú de los pándavas y de los káuravas en Jastinápur. Ashuatama fue entrenado en el arte de la guerra junto con ellos.

## El conocimiento parcial de Abhimaniu y Ashuatama
Abhimaniu, el heroico hijo de Aryuna es citado como un ejemplo de un conocimiento parcial sobre el chakra-viuja (una formación de un batallón en movimiento, con forma de disco giratorio). El joven sabía cómo penetrar un chakra-viuja, pero no sabía cómo salir de él. Esto provocó su muerte durante la guerra de Kuruksetra.
Del mismo modo, Ashuatama tenía un conocimiento parcial del brahmastra. Solo sabía cómo invocarlo, pero no cómo retirarlo. Drona le dio solo a Aryuna el conocimiento completo tanto del chakraviuja (cómo romperlo para entrar, y cómo salir de él) y del brahmastra (cómo invocarlo y cómo retirarlo).
Drona le enseñó a Ashuatama solamente a invocar el brahmastra, pero no le enseñó cómo retirarlo. Si un arquero conoce tanto la invocación como la retirada de cualquier arma celestial (deva-astra), entonces puede invocarlo todas las veces que quiera. Por lo tanto, para evitar que el impulsivo Ashuatama invocara el brahmastra varias veces, Drona le dio un conocimiento parcial. Si un arquero invoca el brahmastra, no solo destruye el objetivo, sino que también produce una sequía (con su consiguiente hambruna) en la región durante doce años. Si el brahmastra se invoca dos veces, entonces puede incluso evaporar toda el agua de los océanos.

## Habilidad de guerrero
En la sección «Udyoga-parva» del Majabhárata, Bhisma declaró que Ashuatama era un poderoso majarati, un guerrero capaz de luchar contra 60 000 guerreros al mismo tiempo, con un completo dominio de todos los tipos de armas y de todas las habilidades de combate.
El poderoso Ashuatama sobrepasaba a todos los arqueros. Familiarizado con todos los modos de guerra y de todas las armas sin deflector, era un majarati. Al igual que el portador de Gandiva (Aryuna), los flechas de este guerrero salían disparadas de su arco en una línea continua, casi tocándose cada flecha con la siguiente. Si lo desea, un majarati es capaz de consumir los tres mundos.

## El papel de Ashuatama en la guerra de Kuruksetra
Como el reino de Kuru, gobernado por el rey Dhritarashtra, le ofreció a Drona el privilegio de enseñar a los príncipes kurus, tanto Drona como su hijo Ashuatama eran leales a Jastinápur, por lo que lucharon del lado de los káuravas en la guerra de Kurukshetra. Antes de la muerte de Drona, Ashuatama lo visitó con el fin de obtener su bendición para poder ganar la guerra contra los pándavas, pero Drona se negó. Aconsejó a Ashuatama que ganara la guerra utilizando su propia fuerza y mediante una bendición de él.
A pesar de su amistad con los pándavas, Ashuatama tenía una gran familiaridad con Duriódan. Se sentía atraído por la naturaleza gregaria de Duriódan, y por la generosidad con la que Duriódan lo trataba. Además, así como Duriódan creía que los pándavas querían robarle el derecho a la corona que le correspondía por nacimiento, Ashuatama consideraba que el pándava Aryuna (el mejor alumno de Drona) estaba usurpando su lugar en el corazón de Drona.
En el undécimo día de la guerra, Bhisma ―el comandante del ejército káurava― quedó gravemente herido y cayó acostado sobre un lecho de sus propias flechas clavadas. Drona (el padre de Ashuatama) fue nombrado comandante. Él prometió a Duriódan que capturaría a Iudistir, pero después en repetidas ocasiones no puede hacerlo. Duriódan se burla de él y lo insulta, lo que enoja a Ashuatama. Esto causa fricción entre Ashuatama y Duriódan.
Sabiendo que sería imposible superar a Drona convencionalmente en la batalla, los pándavas mienten y le dicen que Bhima ha asesinado a Ashuatama (su hijo), cuando en realidad, Bhima acababa de matar a un elefante llamado Ashuatama. Creyendo que su hijo había sido asesinado, y desesperado ante la noticia, Drona deja caer sus armas, se sienta en su carro de guerra y comienza a meditar. Mientras está indefenso, Dhristadiumna sube corriendo a su carro y lo decapita a sablazos. Así, a los 15 días de la batalla, Drona es asesinado. Ashuatama se enfurece contra los pándavas, y se niega a permitir que ellos asistan a los últimos ritos de su padre (que era el gurú de ellos).
A pesar de su odio, después de la muerte de Dushasana, Ashuatama sugirió a Duriódan que hiciera las paces con los pándavas, teniendo en cuenta el bienestar de Hastinapura. Duriódan rechazó enérgicamente su sugerencia.

## El ataque de Ashuatama al campamento pándava

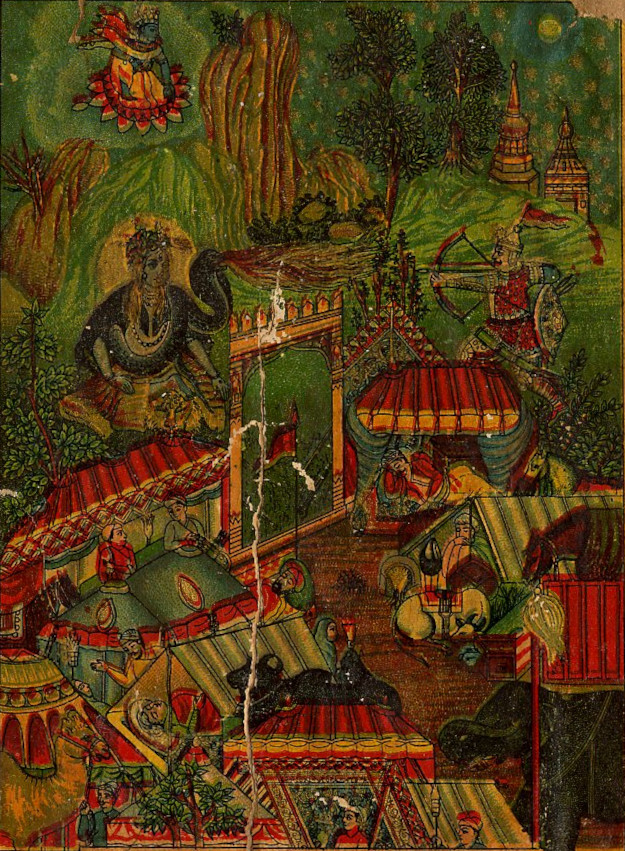
Arastthaman ―la versión de Ashuatama en idioma canarés― propicia al dios Shiva antes de perpetrar el impío ataque nocturno contra el campamento de los pándavas.

En la última noche de la guerra, después de la derrota de Duriódan, Ashuatama ―muy perturbado e inquieto― estaba sentado sin dormir debajo de un gran árbol. Vio cómo un búho acechaba y mataba uno por uno a un grupo de cuervos durmientes. Esto le dio una idea de atacar el campamento de los pándavas en la noche, mientras todos dormían.
Ashuatama creía que era aceptable que matar a todos los guerreros del lado pándava durante el sueño, ya que los pándavas habían matado a su padre mediante una trampa. A pesar de que él creía que su venganza era justificada, fue advertido por varios guerreros de su propio lado que no lo era. Kripa incluso le pidió a Ashuatama que buscara el consejo del rey Dritarastra y de su secretario y hermano shudra Vidura, los ancianos de su familia, que son mucho más sabios y tienen más experiencia que el joven Ashuatama. Ashuatama rechaza el razonamiento de Kripa: todos los hombres, sin importar su edad, favorecerán los propios juicios que les convengan. Ashuatama, aunque era un brahmán por nacimiento, siempre había seguido el dharma chatría.
Los ancianos no se sentían complacidos con las palabras de Ashuatama y le aconsejaron no seguir adelante con su plan adhármico (impío, irreligioso). Kripa hizo hincapié en la importancia de tomar el consejo de los amigos y de los ancianos, y le aconsejó a Ashuatama que no llevara a cabo su plan.
Ashuatama, con Kritavarma y Kripa ―los únicos otros sobrevivientes de los guerreros káuravas― atacaron el campamento de los pándavas en la noche del día 18 de la guerra de Kurukshetra. Estranguló a Dhrishtadyumna dormido hasta matarlo. Después mató a Sikandi, Utamaushas y muchos otros guerreros prominentes del ejército pándava. Los que intentaron huir de la ira de Ashuatama, fueron matados por Kripa y Kritavarma en medio de la oscuridad.
En un momento entró en una tienda con cinco guerreros y creyó que eran los cinco hermanos pándavas y los mató también mientras dormían, pero eran los upapándavas (los cinco hijos de Draupadi con cada uno de los pándavas). En otra versión de la historia, Ashuatama sabía que no eran los pándavas, pero las mató de todos modos porque no había podido encontrar a sus padres.
Después de la destrucción de todo el campamento de los pándavas, Ashuatama va a buscar al agonizante Duriódan gritando que ha decapitado a los pándavas. Cuando él, Kripa y Kritvarma llegan, Duriódan ya está muerto. Alguien le avisa a Ashuatama que no ha matado a los pándavas sino a los hijos inocentes. Ashuatama, dándose cuenta de su error, va al ásram del sabio Viasa con el fin de expiar (praiaschita) sus crímenes.
Hay varias versiones de esta historia: en una Duriódan no ha muerto al llegar Ashuatama. En otra, Ashuatama le miente a Duriódan para darle un poco de paz antes de morir. En otra, le dice que mató a los pándavas, y Duriódan muere feliz. En otra, le dice que solo logró matar a los hijos de los pándavas, y esto hace que Duriódan muera feliz, ya que eso significa que el linaje pándava se ha extinguido.

### Ashuatama utiliza el naraian-astra
Los pándavas y Krisna ―que se habían alejado del campamento durante la noche― volvieron a la mañana del día siguiente. Indignados por este acto cobarde de Ashuatama, los pándavas fueron tras él al áshram del sabio Viasa. Al ver que se acercaban los pándavas enfurecidos, Ashuatama se dio cuenta de que había matado a los upapándavas y no a los pándavas, y se dio cuenta de que los pándavas lo iban a matar. Como último recurso, utilizó su conocimiento secreto de las armas que le había impartido su padre y maestro Drona para crear un brahmá-shira-astra con una brizna de hierba. Lo invocó contra los pándavas y contra Krisna, a pesar de que su padre Drona se lo había prohibido estrictamente. Al ver que el brahmashirastra se acercaba rápidamente a los pándavas, Krisna le ordenó a Aryuna que invocara la misma arma. Aryuna invocó otro bramhashirastra ―tal como se lo había enseñado su maestro Drona― en contra de Ashuatama.

Al ver los dos poderosos astras iban a chocar entre sí, lo que generaría un cataclismo catastrófico que produciría la aniquilación total de toda la Tierra, el sabio Viasa ―mediante el uso de su poder yóguico― impidió que estas armas divinas chocaran entre sí. Les pidió a ambos guerreros que retiraran sus respectivas armas. Aryuna fue capaz de retirar su brahmastra, mientras que Ashuatama no podía hacerlo ya que Drona no le había enseñado cómo retirarlo. Un arquero que pudiera invocar y retirar cualquier diviastra (arma divina), podría invocarla tantas veces como lo deseara. Drona le había enseñado a Aryuna a retirar el brahmaastra pero no le enseñó a Ashuatama, lo que limitaba el poder de Ashuatama a invocar el brahmastra una sola vez en su vida. Sin embargo, Ashuatama tenía la opción de desviar su arma hacia un objeto aislado en un lugar que no estuviera habitada por ninguna forma de vida, de modo que el brahmastra no dañara a nadie en el mundo. Pero Ashuatama, por despecho, para acabar con el linaje de los pándavas dirigió el arma contra el vientre de Úttara (la viuda de Abhimaniu, el fallecido hijo de Aryuna), que estaba embarazada del hijo de Abhimaniu.

## El destino de Ashuatama
Ashuatama tenía incrustada en la frente una joya similar a la Shiamantaka (que cuelga del cuello de Krisna), que es un amuleto que protege del miedo a las serpientes, a los fantasmas, a los semidioses y a los demonios. Krisna le ordenó a Ashuatama que se arrancara la joya de la frente. Krisna lo maldijo a que la herida causada por la extracción de la joya nunca sanaría y produciría una lepra. Sería conocido como Suriakanta (querido por el Sol).
Enfurecido, Krisna maldijo a Ashuatama a vagar por los bosques, mientras supuraría sangre y pus de sus heridas y rogaría por liberarse del sufrimiento mediante la muerte, pero incluso la muerte no tendría piedad de él.
Ashuatama no tendría ninguna hospitalidad ni alojamiento, y quedaría aislado para siempre de la humanidad. Su cuerpo sufriría una serie de enfermedades incurables que formarían llagas y úlceras que no se curarían hasta el final de kali iuga,
en que Kalki ―el décimo y último avatar del dios Visnu― le cortaría la cabeza.

## El hijo de Útara
Krisna utilizó su sudarshan chakra para detener el brahmastra y salvar al feto de Úttara de quedar completamente carbonizado y vaporizado. Sin embargo Úttara parió al bebé ya sin vida. Draupadi, Aryuna y Sudeshna le suplicaron a Krisna que lo resucitara. Krisna derramó unas gotas de agua sobre sus manos y dijo: «Si en verdad he seguido el dharma toda mi vida, entonces este niño volverá a la vida». Roció el agua sobre el niño y le tocó el pecho, reviviéndolo. Como el bebé pudo ver a Visnu dentro del vientre antes de morir, revivió con el deseo de volver a ver al dios, y ―al ver la manera en que inspeccionaba todos los rincones en busca del dios― sus padres le pusieron el nombre de Pariksit (el que inspecciona, el que busca en todas partes).
A pesar de los esfuerzos de Ashuatama, los pándavas gobernaron durante 36 años más. Después de que los ancianos pándavas realizaron un suicidio ritual mediante una caminata en los Himalayas, Pariksit gobernó Jastinápur durante otros 27 años y fue sucedido por su hijo Yanameyaia.

## Teorías alternativas acerca del destino de Ashuatama
Existe una versión del Majabhárata en idioma canarés, escrita por un tal Kumara Viasa, en la que el autor afirma que la escribió escuchando nada menos que al propio sabio Ashuatama. Con el fin de escapar de la maldición de Krisna, Ashuatama se acercó a su parama guru (el maestro de su maestro), Parasurama, quien también era un avatar del dios Visnú. Parasurama se compadeció de Ashuatama y acordó ayudarlo. Le dijo que había sido nada más que un instrumento de Kala Bhairava (el dios Shiva) para exterminar a todas las personas malvadas de la Tierra. Kalabhairava había entrado en el cuerpo de Ashuatama y había exterminados a los últimos guerreros pándavas, que aunque habían sido piadosos, habían cometido muchísimos pecados durante los 18 días de la guerra de Kuruksetra. Ashuatama estaba absuelto de todos los pecados.
Treinta y seis años más tarde, cuando los pándavas abandonaron el trono de Jastinápur para dirigirse al Himalaya en un viaje de suicidio ritual hinduista, se encontraron con Ashuatama. Lo encontraron feliz y libre de todas las maldiciones en compañía de Parasurama y del majarishi (gran sabio) Durvasa en un ásram a orillas del río Ganges. Parasurama y Durvasa habían iniciado a Ashuatama en el culto de la diosa Shakti, que es el supremo de todos los modos de adoración. Por su devoción hacia la diosa Sakthi ―que según esta versión es la madre de los dioses Brahmá, Visnu y Shiva―, Ashuatama había anulado la maldición de Krisna.
En las escrituras dice:[cita requerida]

Si Dios está enojado contigo, el gurú te puede salvar. Pero si el gurú está enojado contigo, ni siquiera Dios puede salvarte.

## Siguientes reencarnaciones de Ashuatama
Junto con el sabio guerrero Parashurama y el sabio Viasa, Ashuatama es considerado como uno de los más grandes rishis (sabios).
En el maja-iuga 29 del séptimo manuantara (período de un Manu).
Ashuatama se convertirá en el próximo sabio Viasa (llamado así porque divide el Veda original en cuatro:
Rig,
Sama,
Iáyur y
Atharva.
Según el Jari-vamsha (453), en el octavo manuantara (que corresponde al Manu Savarni) Ashuatama también se convertirá en uno de los Sapta Rishis (los siete sabios).